# Clement Clarke Moore
Clement Clarke Moore (15 juli 1779 - 10 juli 1863) was een Amerikaanse schrijver, geleerde en vastgoedontwikkelaar. Hij is het best bekend als de auteur van het kerstgedicht A Visit from St. Nicholas, dat later ookwel bekend werd onder de openingszin Twas the Night Before Christmas. 
Moore werd geboren in New York en was de zoon van Benjamin Moore, een 
episcopale bisschop, en Charity Clarke Moore. Hij studeerde af aan Columbia College en werd later hoogleraar aan het General Theological Seminary in New York.
Naast zijn academische carrière was Moore betrokken bij vastgoedontwikkeling. Zijn landgoed, genaamd Chelsea, lag aan de westkant van Manhattan en werd ontwikkeld tot de wijk Chelsea. Hij was ook actief als lid van het bestuur van Columbia College en diende als bestuurslid van verschillende instellingen, waaronder de New York Society Library en het New York Institution for the Blind.
A Visit from St. Nicholas, gepubliceerd in 1823, was aanvankelijk anoniem, maar Moore claimde later het auteurschap in 1837. Er is enige controverse geweest over de vraag of Moore daadwerkelijk de auteur was, maar historische bronnen en onderzoekers hebben over het algemeen zijn auteurschap bevestigd.
Clement Clarke Moore overleed op 10 juli 1863 in Newport op bijna 84-jarige leeftijd. 